# Tōru Irie
Tōru Irie (jap. 入江 徹, Irie Tōru; * 8. Juli 1977 in der Präfektur Shizuoka) ist ein ehemaliger japanischer Fußballspieler.

## Karriere
Irie erlernte das Fußballspielen in der Schulmannschaft der Shizuoka Kita High School. Seinen ersten Vertrag unterschrieb er 1996 bei den Kashiwa Reysol. Der Verein spielte in der höchsten Liga des Landes, der J1 League. Für den Verein absolvierte er 33 Erstligaspiele. 2002 wechselte er zum Ligakonkurrenten Vissel Kobe. Für den Verein absolvierte er fünf Erstligaspiele. 2003 wechselte er zum Ligakonkurrenten Gamba Osaka. Mit dem Verein wurde er 2005 japanischer Meister. 2007 gewann er mit dem Verein den J.League Cup. Für den Verein absolvierte er 40 Erstligaspiele. Ende 2007 beendete er seine Karriere als Fußballspieler.

## Erfolge
Kashiwa Reysol
- J.League Cup

Sieger: 1999
Gamba Osaka
- J1 League

Meister: 2005
- J.League Cup

Sieger: 2007
Finalist: 2005
- Kaiserpokal

Finalist: 2006